# Kroatische Pragmatische Sanktion
Die Kroatische Pragmatische Sanktion (kroatisch Hrvatska pragmatička sankcija) ist ein Beschluss des kroatischen Sabor vom 9. März 1712 mit dem die weibliche Thronfolge der Dynastie der Habsburger für das kroatische Königtum anerkannt wurde. Sie spielte im 19. Jahrhundert bei den Wortführern der kroatischen nationalen Wiedergeburt eine entscheidende Rolle, da das kroatische Parlament damit ein Zeichen der Eigenstaatlichkeit gegenüber Ungarn zeigte. Die Kroatische Pragmatische Sanktion wird in der Präambel der Verfassung der Republik Kroatien als einer der Beweise für die Eigenstaatlichkeit durch lange Jahrhunderte unter fremder Herrschaft erwähnt.

## Geschichte
Kaiser Karl VI. hatte keinen männlichen Nachkommen, so dass er sich darum bemühte, dass das Thronfolgerecht auch der weiblichen Linie seines Hauses zugesichert würde. Die kroatischen Stände, im Widerstand gegen ungarische Eingriffe in die kroatische Autonomie die Unterstützung des Wiener Hofes suchend, kamen als Erste in der Habsburgermonarchie den Bemühungen des Kaisers entgegen. Das Kroatische Parlament beschloss am 9. März 1712 in seiner Sitzung in Zagreb, dass es sich jener und solcher weiblichen Linie des österreichischen Geschlechts anvertrauen wird, das nicht nur Österreich besitzen wird, sondern auch Steiermark, Kärnten und Krain, und ihr Sitz wird in Österreich sein.
Der Kaiser (mit Rücksicht auf den ungarischen Adel, der damals gegen die weiblichen Nachfolgerechte der Habsburger war) erkannte diesen Beschluss zwar nicht offiziell an, nahm ihn aber mit der Zustimmung zur Kenntnis und schrieb im Dankbrief an die kroatischen Stände unter anderem: Wir und Unsere Nachfolger werden immer Ihre Rechte, Privilegien und Vorrechte unverletzt bewahren, und erteilte ihnen so die gewünschte Unterstützung.
Doch der Kaiser erkannte 1723 die Pragmatische Sanktion der ungarischen Ständeversammlung an, die das Nachfolgerecht der Habsburger nach langem Widerstand akzeptierte, allerdings unter der Bedingung der Einheit aller Länder der heiligen Stephanskrone, womit das Königreich Kroatien und Slawonien ein integraler Teil Ungarns wurde. Damit verlor die Kroatische Pragmatische Sanktion jede rechtliche Wirkung.